# 百済王遠宝
百済王 遠宝（くだらのこにきし えんぽう）は、飛鳥時代から奈良時代にかけての貴族。贈外小紫・百済王昌成の子。官位は従四位下・左衛士督。

## 経歴
持統天皇5年（691年）祖父・百済王善光、兄の郎虞・南典ら一族と共に賑わしくする物を賜与された（この時の冠位は直大肆）。
文武天皇4年（700年）常陸守、和銅元年（708年）左衛士督を歴任し、和銅6年（713年）従四位下に至る。天平6年（734年）3月11日卒去。最終官位は散位従四位下。

## 官歴
『六国史』による。
- 持統天皇5年（691年）以前：直大肆
- 時期不詳：直広参
- 文武天皇4年（700年） 10月15日：常陸守
- 時期不詳：正五位上
- 和銅元年（708年） 3月13日：左衛士督
- 和銅6年（713年）4月3日：従四位下